# Поповцы (Волочисская городская община)
Поповцы (укр. Попівці) — село в Хмельницком районе Хмельницкой области Украины.
Население по переписи 2001 года составляло 508 человек. Почтовый индекс — 31222. Телефонный код — 3845. Занимает площадь 1,79 км². Код КОАТУУ — 6820986201.

## Местная власть
31200, Хмельницкая обл., Хмельницкий р-н, г. Волочиск